# Crisantemi (composizione)
Crisantemi è una composizione musicale di Giacomo Puccini, del 1890.
La composizione è un'elegia per quartetto d'archi che l'autore dichiarò di aver composto in una sola notte alla memoria dello scomparso amico Amedeo di Savoia, Duca d'Aosta, figlio del re d'Italia Vittorio Emanuele II, che morì il 18 gennaio 1890 a 45 anni a causa di una polmonite legata all'influenza russa.

## La composizione
La composizione ha la forma di un'elegia, in andante mesto, a dar seguito al tema funebre e appunto intitolata ai fiori del crisantemo, fiori che nella cultura italiana sono tipicamente associati al lutto. La formazione originale era quella del quartetto d'archi, la chiave il do diesis minore, e i temi musicali due. I due temi, tre anni più tardi, vengono ripresi da Puccini nell’ultimo atto della sua opera lirica Manon Lescaut.
In successive occasioni di rilievo la composizione è stata eseguita anche da formazioni di archi più ampie del quartetto originale.

## Storia
L'autore dichiarò di aver composto il brano in una sola notte alla memoria dell'appena scomparso amico Amedeo di Savoia, Duca d'Aosta, morto il 18 gennaio 1890, a soli 45 anni a causa di una polmonite prodotta dall'influenza russa.
La prima esecuzione avvenne il 26 gennaio 1890 presso il Conservatorio di Milano ad opera del quartetto Campanari. Fu già la prima esecuzione a riscuotere significativo successo, cosicché il brano venne ripetuto già all'interno dello stesso concerto.
Una nota rielaborazione ne è stata il brano 'O cuntrario 'e l'ammore contenuta nell'album Napoli secondo estratto di Mina, del 2003, con l'aggiunta di un testo di Maurizio Morante.